# Omar Camporese
Omar Camporese (Bolonia, 8 de mayo de 1968) es un extenista profesional italiano.

## Carrera
Nacido en Bolonia, Camporese se convirtió en profesional en 1987. Alcanzó su primera final de individuales de alto nivel en 1990 en San Marino, donde perdió ante Guillermo Pérez Roldán 6–3, 6–3. En 1991, Camporese ganó su primer título individual en Rotterdam, derrotando a Ivan Lendl en la final 3–6, 7–6, 7–6. En el Abierto de Australia el mismo año perdió contra Boris Becker en un partido con una duración de 311 minutos. Becker ganó 7–6, 7–6, 0–6, 4–6, 14–12, siendo el cuarto partido más largo en la historia del torneo. En 1992, Camporese ganó su segundo título de singles en Milán, donde venció a Goran Ivanišević en la final 3–6, 6–3, 6–4. La mejor actuación de Camporese en un evento de Grand Slam se produjo en el Abierto de Australia de 1992, donde alcanzó la cuarta ronda antes de ser noqueado por Lendl. Durante su carrera, Camporese ganó dos títulos individuales de alto nivel y cinco títulos de dobles. Su mejor ranking en la carrera fue el No. 18 del mundo en singles y el No. 27 del mundo en dobles (ambos en 1992). El premio de su carrera totalizó 1,609,837 dólares. Camporese se retiró del tour profesional en 1998.

## Títulos (7)
Solo se tienen en cuenta los títulos ATP. Los challenger, futures y otros torneos menores no forman parte de este recuento.

### Individuales (2)
| Leyenda                |
| Grand Slam (0)         |
| Tennis Masters Cup (0) |
| ATP Masters Series (0) |
| ATP Tour (2)           |

| N.º | Fecha           | Torneo   | Superficie | Oponente en la final | Resultado   |
| --- | --------------- | -------- | ---------- | -------------------- | ----------- |
| 1.  | febrero de 1991 | Róterdam | Moqueta    | Ivan Lendl           | 3-6 7-6 7-6 |
| 1.  | febrero de 1992 | Milán    | Moqueta    | Goran Ivanišević     | 3-6 6-3 6-4 |

### Dobles (5)
| Leyenda                |
| Grand Slam (0)         |
| Tennis Masters Cup (0) |
| ATP Masters Series (0) |
| ATP Tour (5)           |

| N.º | Fecha           | Torneo     | Superficie    | Pareja              | Oponentes en la final               | Resultado   |
| --- | --------------- | ---------- | ------------- | ------------------- | ----------------------------------- | ----------- |
| 1.  | febrero de 1990 | Milán      | Moqueta       | Diego Nargiso       | Tom Nijssen Udo Riglewski           | 6-4 6-4     |
| 2.  | abril de 1990   | Madrid     | Tierra batida | Juan Carlos Báguena | Andrés Gómez Javier Sánchez Vicario | 6-4 3-6 6-3 |
| 3.  | febrero de 1991 | Milán      | Moqueta       | Goran Ivanišević    | Tom Nijssen Cyril Suk               | 6-4 7-6     |
| 4.  | mayo de 1991    | Roma       | Tierra batida | Goran Ivanišević    | Luke Jensen Laurie Warder           | 6-2 6-3     |
| 5.  | junio de 1991   | Manchester | Tierra batida | Goran Ivanišević    | Nick Brown Andrew Castle            | 6-4 6-3     |